# Edward Lloyd
Edward Lloyd (overleden  1713) was eigenaar en naamgever van Lloyd's Coffee House in Londen, en daardoor naamgever van een aantal Lloyd's-bedrijven en -instituten. De schrijfwijze "Ll" duidt op een Welshe achtergrond.
Het koffiehuis werd geopend in 1688, in Tower Street in de City of London. In 1691 verhuisde het koffiehuis naar Lombard Street. Lloyd zorgde voor een klantenkring van kapiteins, kooplui, handelaren en scheepseigenaren (reders). Door deze samenkomst werd Lloyd's uiteindelijk een betrouwbare bron van gegevens over de scheepvaart en haar risico's.
Als gevolg van deze samenkomst ontstonden Lloyd's of London, de verzekeringsmarkt, Lloyd's List, de krant met scheepvaartnieuws en Lloyd's Register voor de classificatie van schepen.